# Planaise
Planaise és un municipi francès situat al departament de la Savoia i a la regió d'Alvèrnia-Roine-Alps. L'any 2007 tenia 412 habitants.

## Demografia

### Població
El 2007 la població de fet de Planaise era de 412 persones. Hi havia 148 famílies de les quals 32 eren unipersonals (4 homes vivint sols i 28 dones vivint soles), 40 parelles sense fills, 72 parelles amb fills i 4 famílies monoparentals amb fills.
La població ha evolucionat segons el següent gràfic:
Habitants censats

### Habitatges
El 2007 hi havia 186 habitatges, 152 eren l'habitatge principal de la família, 8 eren segones residències i 26 estaven desocupats. 151 eren cases i 34 eren apartaments. Dels 152 habitatges principals, 129 estaven ocupats pels seus propietaris, 19 estaven llogats i ocupats pels llogaters i 4 estaven cedits a títol gratuït; 5 tenien dues cambres, 14 en tenien tres, 41 en tenien quatre i 92 en tenien cinc o més. 139 habitatges disposaven pel capbaix d'una plaça de pàrquing. A 49 habitatges hi havia un automòbil i a 93 n'hi havia dos o més.

### Piràmide de població
La piràmide de població per edats i sexe el 2009 era:
| Homes | Edats   | Dones |
| ----- | ------- | ----- |
| 0     | 95 o +  | 0     |
| 0     | 90 a 94 | 0     |
| 0     | 85 a 89 | 0     |
| 0     | 80 a 84 | 0     |
| 8     | 75 a 79 | 0     |
| 12    | 70 a 74 | 16    |
| 0     | 65 a 69 | 8     |
| 8     | 60 a 64 | 8     |
| 8     | 55 a 59 | 8     |
| 12    | 50 a 54 | 16    |
| 16    | 45 a 49 | 20    |
| 4     | 40 a 44 | 16    |
| 20    | 35 a 39 | 8     |
| 12    | 30 a 34 | 8     |
| 8     | 25 a 29 | 16    |
| 8     | 20 a 24 | 8     |
| 16    | 15 a 19 | 4     |
| 20    | 10 a 14 | 4     |
| 8     | 5 a 9   | 4     |
| 20    | 0 a 4   | 8     |

## Economia
El 2007 la població en edat de treballar era de 281 persones, 225 eren actives i 56 eren inactives. De les 225 persones actives 211 estaven ocupades (113 homes i 98 dones) i 14 estaven aturades (8 homes i 6 dones). De les 56 persones inactives 18 estaven jubilades, 26 estaven estudiant i 12 estaven classificades com a «altres inactius».

### Ingressos
El 2009 a Planaise hi havia 188 unitats fiscals que integraven 509,5 persones, la mediana anual d'ingressos fiscals per persona era de 21.249 €.

### Activitats econòmiques
Dels 14 establiments que hi havia el 2007, 4 eren d'empreses de construcció, 4 d'empreses de comerç i reparació d'automòbils, 1 d'una empresa de transport, 1 d'una empresa financera, 2 d'empreses de serveis, 1 d'una entitat de l'administració pública i 1 d'una empresa classificada com a «altres activitats de serveis».
Dels 4 establiments de servei als particulars que hi havia el 2009, 1 era un paleta, 2 fusteries i 1 lampisteria.
L'any 2000 a Planaise hi havia 14 explotacions agrícoles que ocupaven un total de 368 hectàrees.

## Equipaments sanitaris i escolars
El 2009 hi havia una escola elemental integrada dins d'un grup escolar amb les comunes properes formant una escola dispersa.

## Poblacions més properes
El següent diagrama mostra les poblacions més properes.